# 제프리 슐루프
제프리 슐루프(독일어: Jeffrey Schlupp, 1992년 12월 23일 ~ )는 가나의 축구 선수로, 현재 잉글랜드 EFL 챔피언십의 클럽 노리치 시티에서 뛰고 있다. 포지션은 윙어, 공격수, 가끔 레프트 백으로도 뛸 수 있다.